# Jean-François Cardoso
Pour les articles homonymes, voir Cardoso.
Jean-François Cardoso est un chercheur français. Directeur de recherche au CNRS, il exerce à l'Institut d'astrophysique de Paris.

## Récompenses et distinctions
- Médaille d'argent du CNRS (2014)[2]
- Lauréat du Prix Paul Doistau-Émile Blutet en sciences de l'Univers de l'Académie des sciences (2013)[3],[4]